# Clotilde Luisi
Clotilde Luisi Janicki (Paysandú, 24 de julio de 1882 - Roma, Italia, 1969) fue la primera mujer abogada de la República Oriental del Uruguay, profesora, dramaturga y activista feminista uruguaya.

## Biografía
Hija de María Teresa Josefina Janicki, hija de polacos exiliados en Francia, y de Ángel Luisi Pisano, italiano, trajo a América sus ideas masónicas de libertad. Recién casados, llegan en 1872 a Entre Ríos, Argentina y en 1878 a Paysandú, Uruguay. En 1887 se instalaron en Montevideo. 
La familia Luisi-Janicki fueron trabajadores y educadores que se desarrollaron en un ambiente de resistencia y rebeldía, de pensamiento muy liberal para la época. Todas sus hijas estudiaron magisterio y algunas de ellas siguieron carreras universitarias siendo de las primeras mujeres profesionales como Paulina Luisi y Luisa Luisi.
Clotilde fue la primera mujer uruguaya que cursó estudios en la Facultad de Derecho de la Universidad de la República ingresando en 1906 y obteniendo el título de abogada en 1911.
Una vez graduada, se le asignó un cargo en la cátedra de Derecho romano e Historia del derecho el 25 de julio de 1912, siendo la primera mujer que conformó el cuerpo docente de la misma Facultad.
Como estudiante universitaria estuvo vinculada a la revista estudiantil Evolución, donde publica varios artículos sobre moral, derecho y criminalidad.
Publica, en 1909, varios poemas en la revista Bohemia. Más tardíamente, en 1929, también publica varios poemas en la revista La Pluma. También, entre los años 1943 y 1950, publica críticas de arte para la revista  Alfar y Escritura. Estas revistas eran de gran relevancia para el ámbito cultural de la época.
En calidad de estudiante, representa a Uruguay en el Congreso Internacional de Estudiantes Americanos de 1908, llevado a cabo en Montevideo, y siendo la única mujer en participar de las actividades. Jugó un rol relevante en el Congreso y propuso la creación de la Liga de Estudiantes Americanos, bajo el objetivo de consolidar una red entre los diversos pueblos. La Liga es creada bajo las propuestas de Clotilde, bajo la idea de poder realizar encuentros periódicos en distintas ciudades de América. El primer presidente de la Liga fue Héctor Miranda, y su primera sede fue Montevideo. La Liga se disuelve en 1914.
Anteriormente había ingresado al Instituto Normal de Señoritas, donde obtiene el título de maestra.
Fue además docente de niños sordomudos. Había recibido formación en Buenos Aires, en el Instituto de Niños Sordomudos, gracias a la obtención de una beca que le permitió llevar adelante sus estudios. Representó a Uruguay en el Congreso de Profesores de Sordomudos realizado en Roma.
A partir de 1913 y hasta 1919, será la directora de la Sección de Enseñanza Secundaria y Preparatoria de Mujeres, creada en 1913 y que tenía por objetivo la formación y enseñanza del ciclo básico y superior a mujeres.
En 1938 se estrena su obra de teatro Juguetes en el teatro independiente argentino Teatro del Pueblo y que fue dirigida por Leónidas Barletta.
En 1943 estrena la obra Sinfonía de los héroes: El artista y el hombre, en coautoría con su marido José María Podestá. Fue representada por Margarita Xirgu, y se destacó por poseer un fuerte contenido ideológico. También en coautoría, publicó en 1949 Una mujer que se asoma por la ventana, que luego sería interpretada por la Comedia Nacional.
En 1948 participó en los Juegos Olímpicos de Londres, representando a Uruguay en la categoría Artes.
Luisi se desempeñó como diplomática de Uruguay en Europa junto con su esposo el crítico José María Podestá. Fallece en Italia, donde se desempeñaba como diplomática en la embajada de Roma.
Escribió y tradujo trabajos sobre historia y filosofía.

## Obras
- Curso de moral. Jules Payot (traducción, 1906)
- Juguetes (Obra dramática en coautoría con José María Podestá, 1938)
- La fragua (Obra dramática en coautoría con José María Podestá, 1938)
- Sinfonía de los héroes: El artista y el hombre  (Obra dramática en coautoría con José María Podestá, 1943)
- Una mujer que se asoma por la ventana (Obra dramática en coautoría con José María Podestá, 1949)
- Regreso y otros cuentos (1953)
- Reencuentro (Obra dramática en coautoría con José María Podestá) (1955)[17]
- Treinta jóvenes poetas italianos (coautoría con José María Podestá, 1958)